# Pine Valley (New Jersey)
Pour les articles homonymes, voir Pine Valley.
Pine Valley est un ancien borough des États-Unis situé dans le comté de Camden, dans l'État du New Jersey. Fondé en 1929, il a fusionné en 2022 avec le borough de Pine Hill. Au moment de sa disparition, il ne comptait que 21 habitants.

## Histoire
Le borough de Pine Valley a été créé en 1929, en même temps que quatre autres (Hi-Nella, Lindenwold, Pine Hill et Somerdale). Le 1er janvier 2022, il a fusionné avec le borough de Pine Hill.